# Koninkrijk Noorwegen (1814)
Het koninkrijk Noorwegen was een kortstondig onafhankelijke staat in 1814, van het einde van de eenheidsstaat Denemarken-Noorwegen tot de annexatie door Zweden.

## Geschiedenis
De Vrede van Kiel in januari 1814 maakte een einde aan de unie met Denemarken. Noorwegen werd door Denemarken afgestaan aan Zweden. In Noorwegen was echter weinig animo voor een unie met Zweden. Op 27 februari verklaarde een grondwettelijke conventie Noorwegen onafhankelijk, en op 17 mei werd een nieuwe grondwet aangenomen, en de Deense kroonprins Christiaan Frederik tot koning uitgeroepen. 
Dit resulteerde in een korte oorlog met Zweden die eindigde met de Conventie van Moss op 14 augustus en een Noorse grondwetsherziening op 4 november. Dezelfde dag werd Karel XIII van Zweden door het Noorse parlement als koning van Noorwegen aanvaard.
Hoewel de Noorse nationalistische ambitie van een volledig onafhankelijk Noorwegen pas in 1905 zou worden gerealiseerd, was de crisis van 1814 een belangrijk keerpunt in de Noorse geschiedenis. Noorwegen was de speelbal van twee ambitieuze toekomstige Scandinavische koningen, Christiaan Frederik van Denemarken en Karel Johan van Zweden, die beiden hoopten om Noorwegen en hun eigen land onder één troon te verenigen. Het Noorse volk en hun leiders bevonden zich in dit krachtenveld. Door in te spelen op de rivaliteit tussen Denemarken en Zweden slaagden de Noren erin voor zich een zekere mate van zelfbeschikking te verwerven. 
De aanname van een nieuwe grondwet op 17 mei 1814 wordt sindsdien gevierd als de nationale feestdag van Noorwegen.